# موش ماه
موش ماه(نام علمی: Echinosorex gymnura) نام یک گونه از تیره خارپشت‌سانان است.